# Джамиг (соборная мечеть, Зеленодольск)
Соборная мечеть Зеленодольска «Джамиг» была открыта в 2017 году. Строительство началось в 2000 году.

## Архитектура
Мечеть «Джамиг» является двухэтажным пятиминаретным купольным сооружением. Высота главного минарета — 46 метров. Площадь мечети — 1500 м², вместимость — 1000 человек.
На цокольном этаже расположен конференц-зал, столовая, кухня; на первом этаже — молельный мужской зал, мужская и женская тахаратхана, мужская и женская гардеробная; на втором этаже — учебный класс, комната для церемонии никаха, комната отдыха, женский балкон.

## Галерея

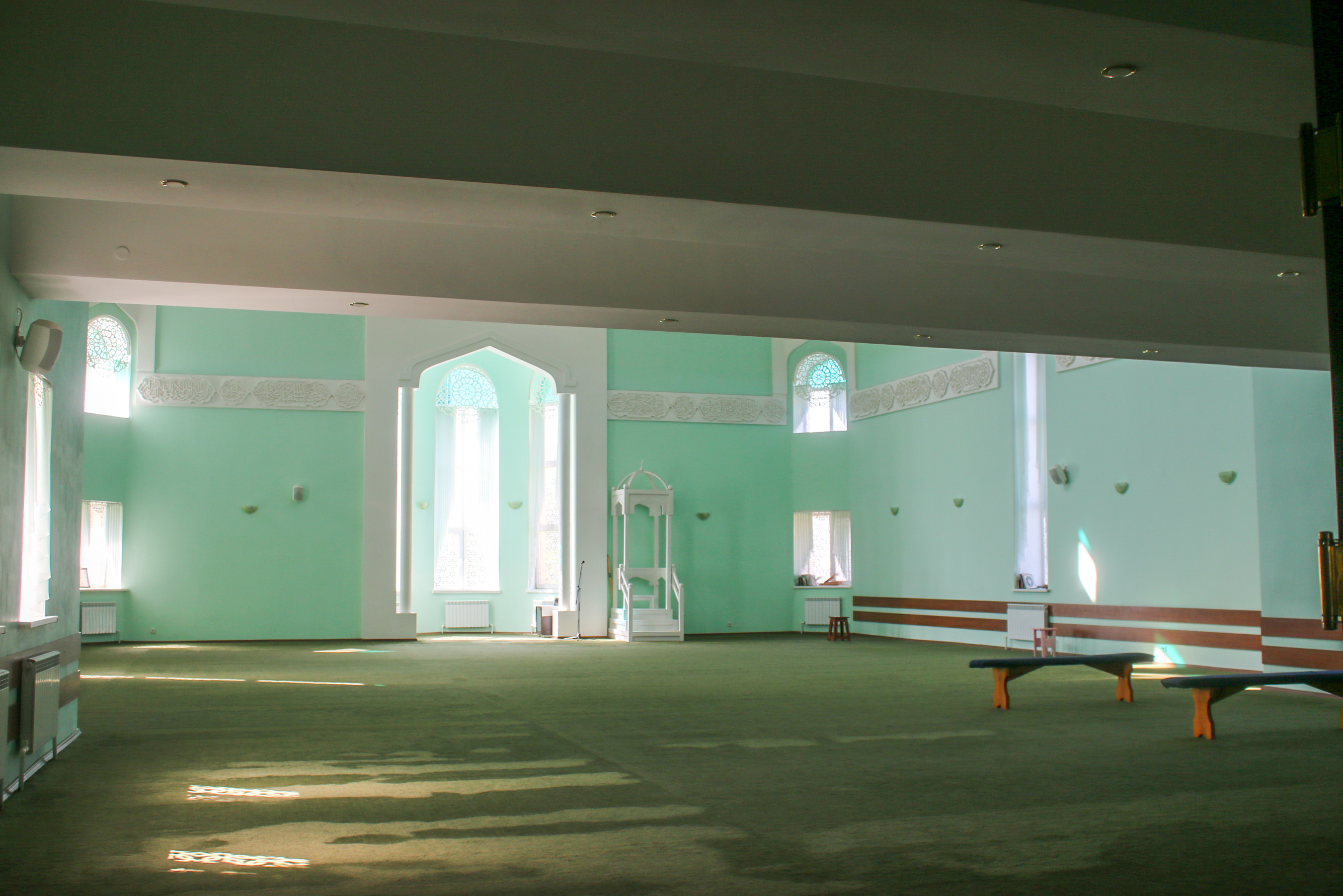
Молельный зал соборной мечети Джамиг
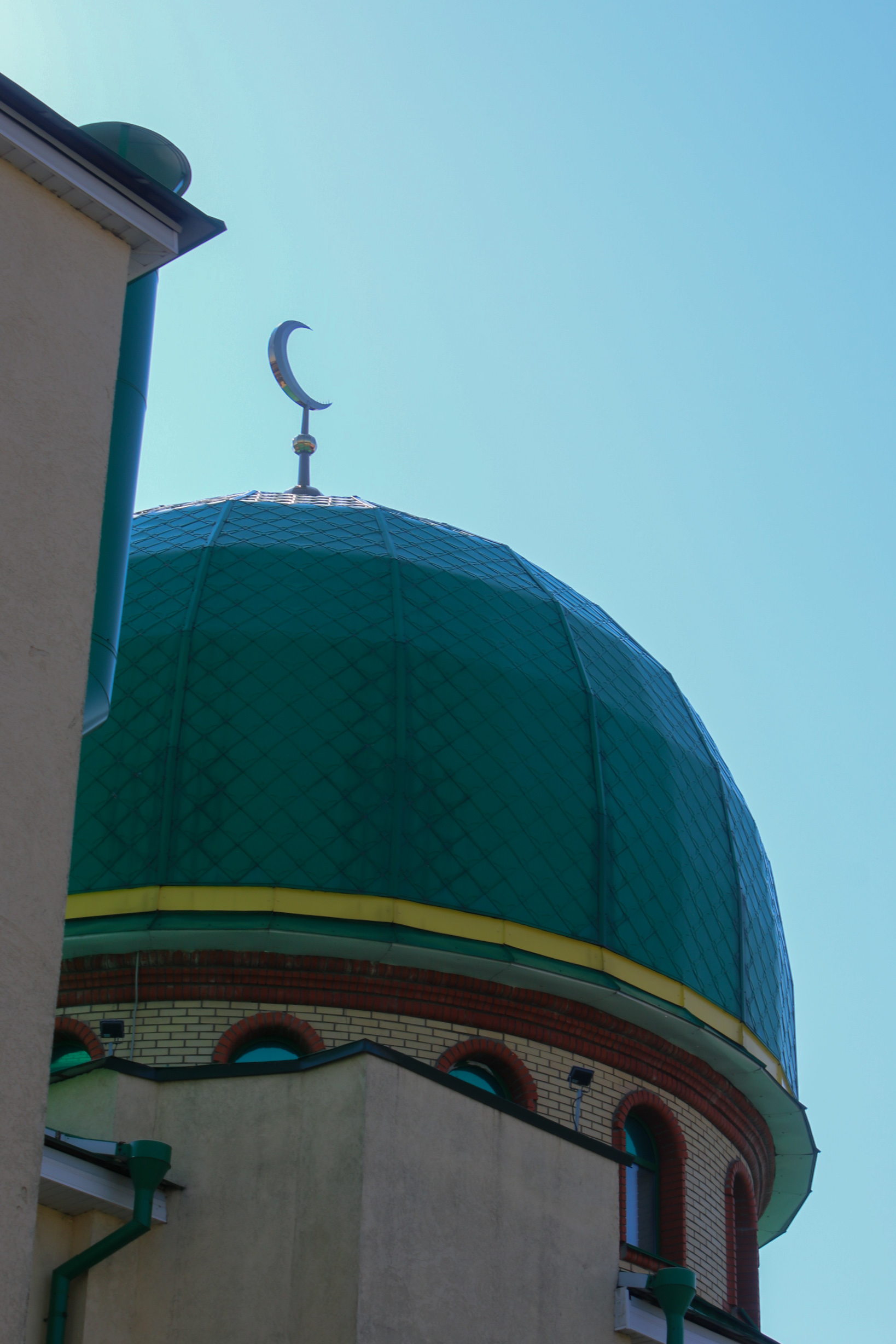
Купол соборной мечети Джамиг
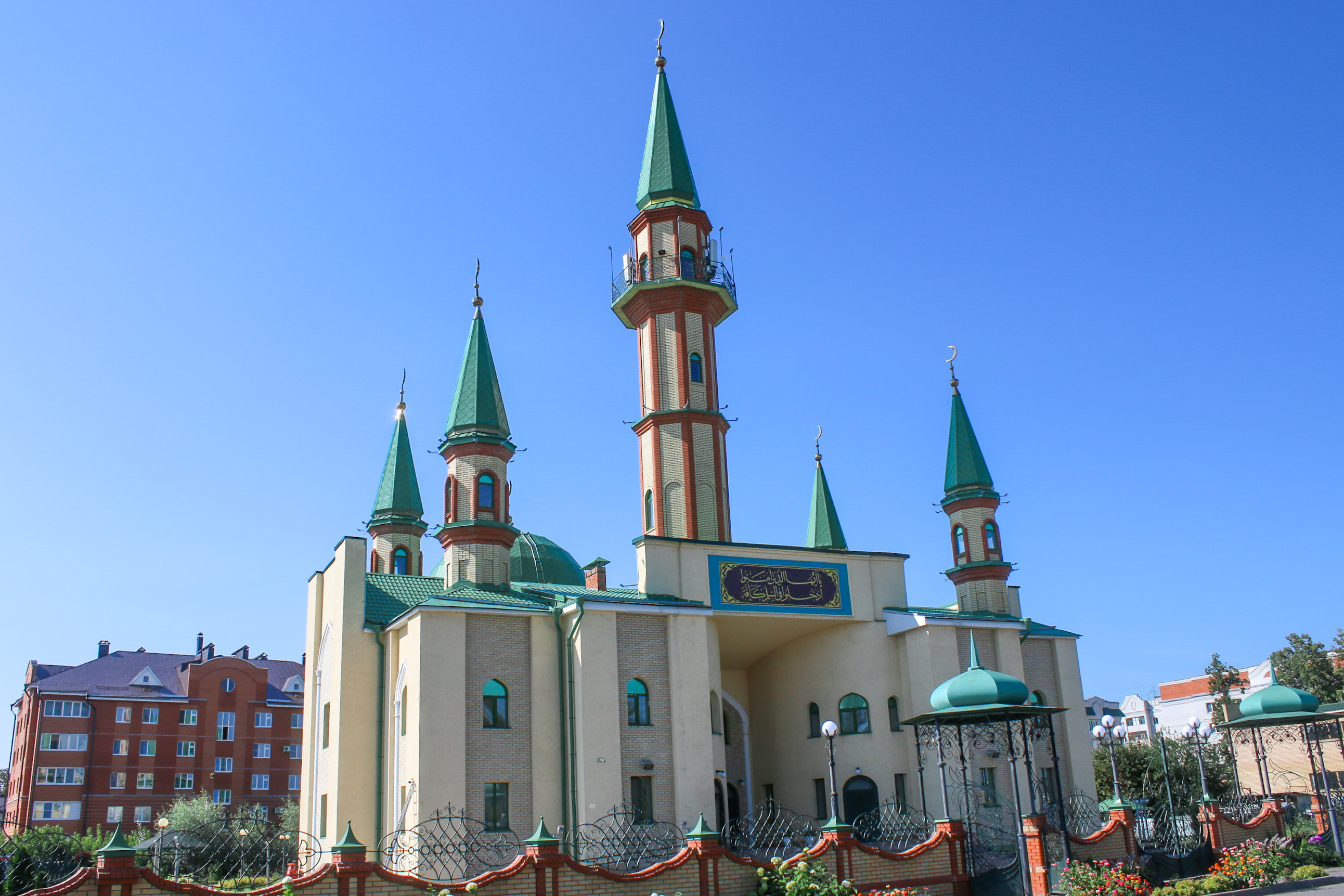
Соборная Мечеть Джамиг
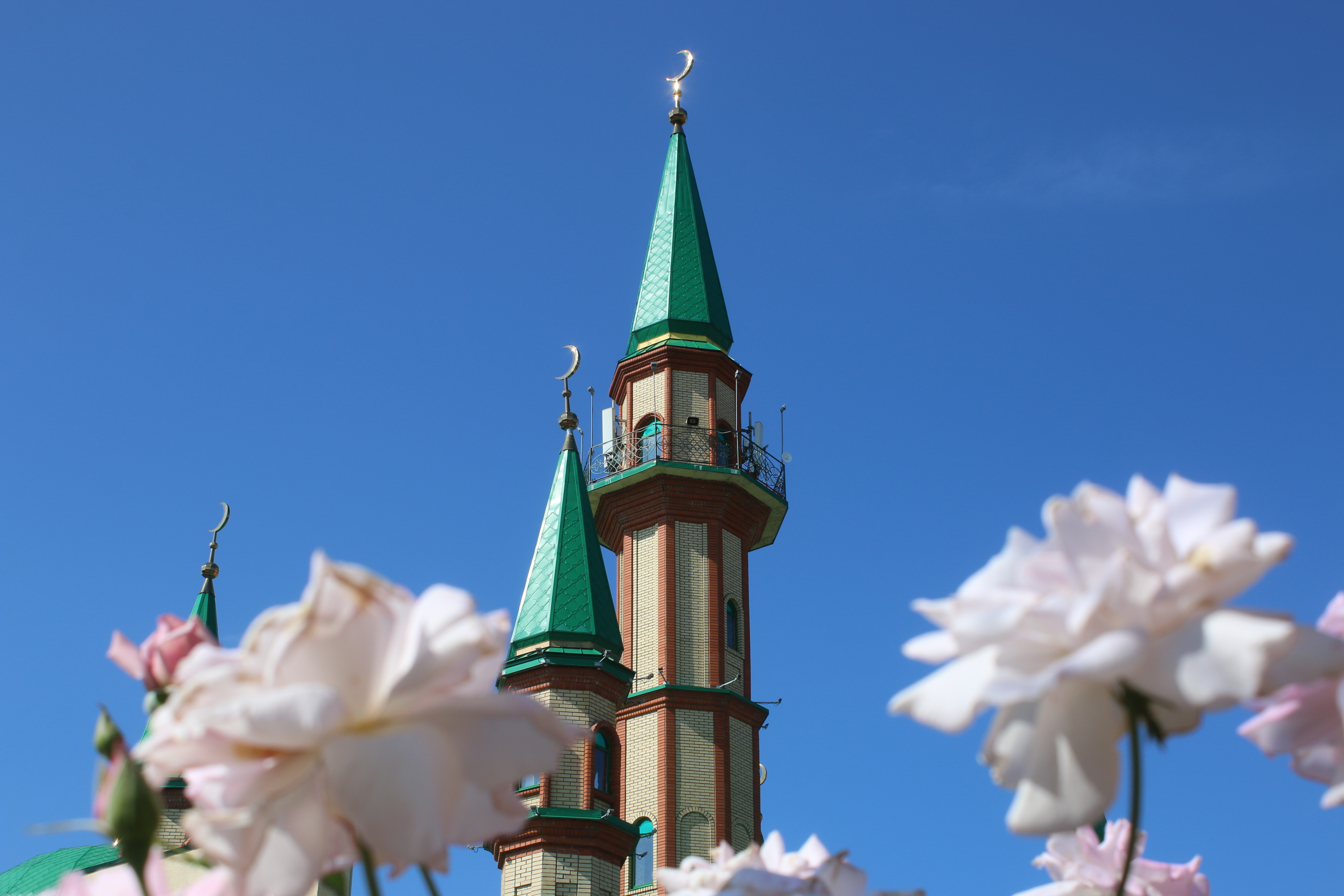
Минарета соборной мечети Джамиг